# 高飞 (企业家)
高飞（1976年—），江苏南通人，中华人民共和国企业家、乐视视频总裁。

## 生平
1995年，考入北京大学经济学院，获得国际经济、国际贸易专业学士。毕业后加入大唐电信科技股份有限公司。2002年9月，考入北京大学光华管理学院，获得MBA硕士。2004年5月，担任新浪网新闻中心副主编、主编、视频总监。2008年，担任酷6网副总编辑。2009年5月，加入乐视网，后担任乐视视频总裁。